# NGC 4651
NGC 4651 (również PGC 42833, UGC 7901 lub Arp 189) – galaktyka spiralna (Sc/P), znajdująca się w gwiazdozbiorze Warkocza Bereniki w odległości około 35 milionów lat świetlnych od Ziemi. Została odkryta 30 grudnia 1783 roku przez Williama Herschela.

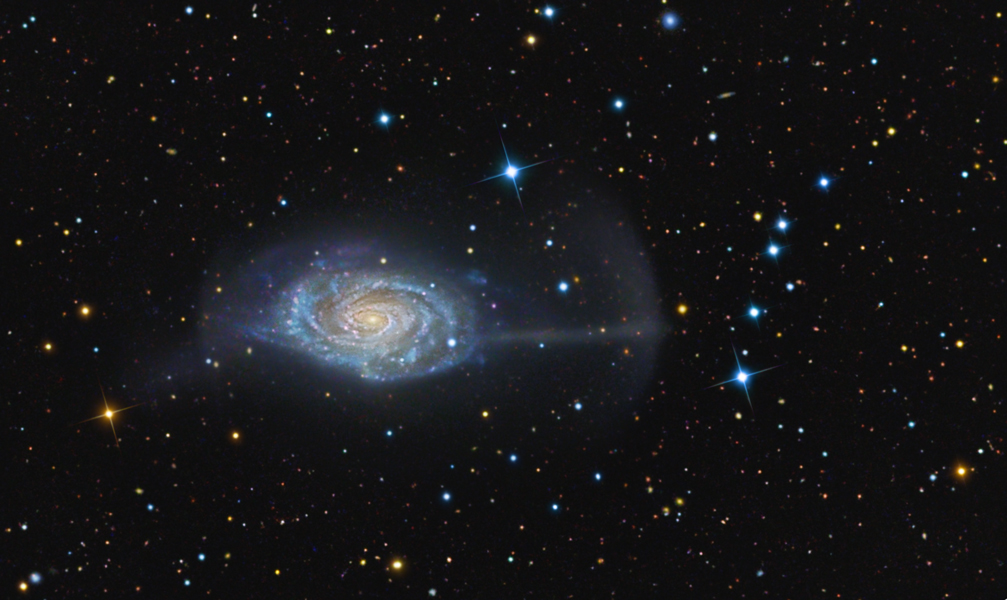
„Parasol” galaktyki

Jest to galaktyka z aktywnym jądrem typu LINER.
Średnica tej galaktyki wynosi około 50 000 lat świetlnych. W odległości dalszych 50 000 lat świetlnych poza dyskiem galaktycznym NGC 4651 znajduje się słaba otoczka przypominająca kształtem parasol, stąd też galaktyka bywa nazywana Galaktyką Parasol. Struktura ta składa się ze strumieni gwiazd wyrwanych grawitacyjnie z mniejszej galaktyki satelitarnej, która ostatecznie została rozerwana.
W galaktyce tej zaobserwowano supernowe SN 1987K i SN 2006my.